# Нандінія пальмова
Нанді́нія, або «африканська пальмова цівета» (Nandinia binotata) — хижий ссавець з родини Нандінієвих (Nandiniidae), єдиний вид цієї родини, яка належить до підряду котовидих (Felimorpha). Назва має питоме африканське походження.
Спочатку нандінію класифікували до родини віверових, але з 1929 року вона була виділена до окремої родини. Нандінію розглядають як предка усіх котовидих так як вона відрізняється від усіх інших котовидих за генетичними ознаками і за будовою слухової булли (слуховий барабан).

## Поширення
Вид широко розповсюджений у країнах центральної Африки, на південь від Сахари. Трапляється в листяних лісах, низовинних вологих лісах і горах, галерейних лісах (уздовж річок або долин), саванових деревних місцевостях, лісових вирубках і вторинних лісах. Відомо, що вони відвідують оброблювані поля, що межують з лісом.

## Морфологія
Морфометрія. Довжина голови й тіла: 440–580 мм, хвіст: 460–620 мм, висота в плечах: 660–790 мм, вага: 1,7–2,1 кг, але за деякими даними вага самців може сягати 5 кг.
Опис. Розмірами та будовою нагадує кота. Забарвлення сильно варіює, але, як правило, сірувате чи коричневе з відтінком жовто-коричневого або каштанового. Часто дві кремові плями присутні між плечима і неясні, темно-коричневі плями знаходяться на нижній частині спини і верхній частині хвоста. Хвіст, який дещо темніший, ніж тіло, подібного кольору зверху і знизу і має мінливу картину чорних кілець. Горло, як правило, сірувате. Нижня частина тіла сірувата з відтінком жовтого. Волосяний покрив короткий і пухнастий, але з грубими кінчиками. Вуха короткі і закруглені, хвіст досить товстий, ноги короткі, кігті гострі і вигнуті. Є запахові залози на долонях, між пальцями, на нижній частині живота, і, можливо, на підборідді.

## Поведінка
Нандінія більшою мірою вживає рослинну їжу: плоди та інший рослинний матеріал, але її дієта також включає гризунів, комах, яйця птахів, падло, птахів, кажанів. У значній мірі деревна, знаходячись в основному на 10–30 метровій висоті в різних типах лісу. Веде нічний спосіб життя, спить удень на розгалуженні гілок, на великій гілці або в сплетінні ліан. Дорослі самиці контролюють території в середньому 45 га. Вони дозволяють незрілим самицям знаходитись там, але не терплять вторгнення інших дорослих самиць. Великі дорослі самці контролюють території в середньому близько 100 га, які перетинаються з деяким числом територій самиць. Крупні самці виганяють інших тварин того ж розміру і статі, але дозволяють меншим самцям залишатися, однак, не дозволяючи їм мати доступ до самиць. Території відзначені запахом. Конфлікти бувають тяжкими, які іноді призводить до смерті. Гучні звуки лунають в період залицяння.
Нандінія легко приручаються і любить пити молоко в неволі. Кажуть, вона цілком чепурна і тримає дім вільним від щурів, мишей і тарганів.

## Життєвий цикл
У Західній Африці розмноження, мабуть, може відбуватись як у сухий, так і у вологий сезон. Записи зі Східної Африки показують, що є два піки дітонароджень: травень і жовтень. Вагітність триває 64 дні. Число нащадків, як правило, два, але може бути до чотирьох. Як тільки вони віднімаються від грудей, молоді самці покинути територію своєї матері. Статева зрілість досягається на третьому році життя. Одна особина була ще живою після 15 років і 10 місяців у неволі.

## Генетика
Каріотип характеризується диплоїдним числом 2n=38.

## Загрози та охорона
Серйозних загроз для виду нема, хоча локально його чисельність може зменшуватись через втрату місця проживання. Також вид перебуває під тиском мисливства задля м'яса й для традиційної медицини. У деяких регіонах, хутро популярне, щоб робити з нього урочисте вбрання, браслети на зап'ястя, головні убори. Вид присутній на багатьох природоохоронних територіях по всій області свого розповсюдження.